# Only Love Survives
Az Only Love Survives (magyarul: Csak a szerelem éli túl) egy dal, amely Írországot képviselte a 2013-as Eurovíziós Dalfesztiválon, Malmőben. A dalt az ír Ryan Dolan adta elő angol nyelven.
A dal a 2013. február 22-én rendezett 5 fős ír nemzeti döntőben nyerte el az indulás jogát. A döntőben a zsűrik és a televoting szavazatai alakították ki az eredményt. A dal pedig 112 ponttal győzedelmeskedett.
A dalt az Eurovíziós Dalfesztiválon először a május 14-én megrendezett első elődöntőben adták elő, a fellépési sorrendben tizenharmadikként a moldáv Aliona Moon O mie című dala után, és a ciprusi Despina Olympiou An me thimasai című dala előtt. Az elődöntőben 54 ponttal a 8. helyen végzett, így továbbjutott a döntőbe.
A május 18-án rendezett döntőben a fellépési sorrendben huszonhatodikként, azaz utolsóként adták elő a grúz Nodi és Sopho Waterfall című dala után. A szavazás során 5 pontot szerzett, amely a 26., azaz utolsó helyet jelentette a huszonhat fős mezőnyben.

## Külső hivatkozások
- Dalszöveg
- Videóklip
- Az Only Love Survives című dal előadása a malmői döntőben